# 山口市佐山強盗殺人事件
山口市佐山強盗殺人事件（やまぐちしさやまごうとうさつじんじけん）とは2013年（平成25年）3月24日頃に山口県山口市佐山の住宅で発生し、2日後の3月26日に発覚した強盗殺人事件である。山口県警察による正式な名称は山口市佐山における強盗殺人事件。
事件発生から10年経った2023年（令和5年）現在も犯人は逮捕されておらず、未解決事件となっている。

## 概要
2013年（平成25年）3月26日の午前9時頃に被害者宅を訪れたガス点検の業者の男性が頭から血を流し倒れている家主の85歳女性とその娘（64歳）を発見し110番通報。消防が駆けつけたが発見時には既に死亡していたため搬送はされなかった。2人は別々の部屋で発見され、司法解剖の結果それぞれ死亡推定時刻が24日の夜頃で死因は棒状のもので頭部を殴られた事による脳挫傷だった。
現場の家では東側のガラス戸が割られるなどの現場の状況から警察は強盗殺人事件と認定。延べ14万6千人もの捜査員をこれまで投入してきたが目撃情報は年々減少し、2022年には一件も目撃情報が寄せられなかったという。2023年現在も警察は50人態勢で山口南警察署に捜査本部を置いている。